# RMS Carmania (1905)
O RMS Carmania foi um navio de passageiros britânico operado pela Cunard Line, projetado por Leonard Peskett e construído pelos estaleiros da John Brown & Company em Clydebank. Na Primeira Guerra Mundial, o Carmania foi convertido em um cruzador mercante armado.

## História
Quando lançado, o Carmania e seu irmão Caronia eram as maiores embarcações da frota da Cunard. O Carmania foi equipado com turbinas a vapor, enquanto o Caronia tinha motores de expansão quádrupla. Os navios essencialmente idênticos e com dois conjuntos de motores diferentes foram vistos pela indústria como uma oportunidade de comparar operações e tirar todas as dúvidas sobre as vantagens dos motores a turbina. Outra característica que diferenciava as duas embarcações era que o Carmania possuía dois tubos de ventilação no convés, que estavam ausentes no Caronia.
O Carmania deixou Liverpool em 2 de dezembro de 1905 em sua viagem inaugural para Nova Iorque, chegando ao seu destino em 10 de dezembro, em uma travessia que durou 7 dias, 9 horas e 31 minutos, com uma velocidade média de 15,97 nós. O navio operou entre Liverpool e Nova Iorque de 1905 a 1910. O Carmania sofreu um grande incêndio em junho de 1910. Em outubro de 1913, ele respondeu a um pedido de socorro do Volturno para pegar os sobreviventes em uma tempestade, o que resultou em muitos prêmios por galhardia a vários membros de sua tripulação e ao capitão James Clayton Barr.
Após a eclosão da Primeira Guerra Mundial, o Carmania foi convertido em um cruzador mercante armado, equipado com oito armas de 4,7 polegadas e colocado sob o comando do capitão Noel Grant. Ele partiu de Liverpool para Shell Bay nas Bermudas. Ele posteriormente atacou e afundou o cruzador mercante alemão Cap Trafalgar durante a Batalha de Trindade. Na época, o Cap Trafalgar havia modificado sua aparência para se assemelhar ao Carmania. A embarcação sofreu grandes danos e várias baixas em sua tripulação. Após reparos em Gibraltar, ele patrulhou a costa de Portugal e as ilhas do Atlântico pelos próximos dois anos. Em 1916, ele foi requisitado para ajudar na campanha de Galípoli. Em março de 1916, ele foi utilizado como navio de tropas. Depois da guerra, ele transportou as tropas canadenses de volta da Europa.
Em 1919, ele retornou ao serviço comercial e passou por uma reforma em 1923. Em 1932, ele foi vendido para a Hughes Bolckow & Co., onde foi desmontado e vendido como sucata.
O sino do Carmania está em exposição a bordo do HQS Wellington em Londres, no Reino Unido.

## Galeria

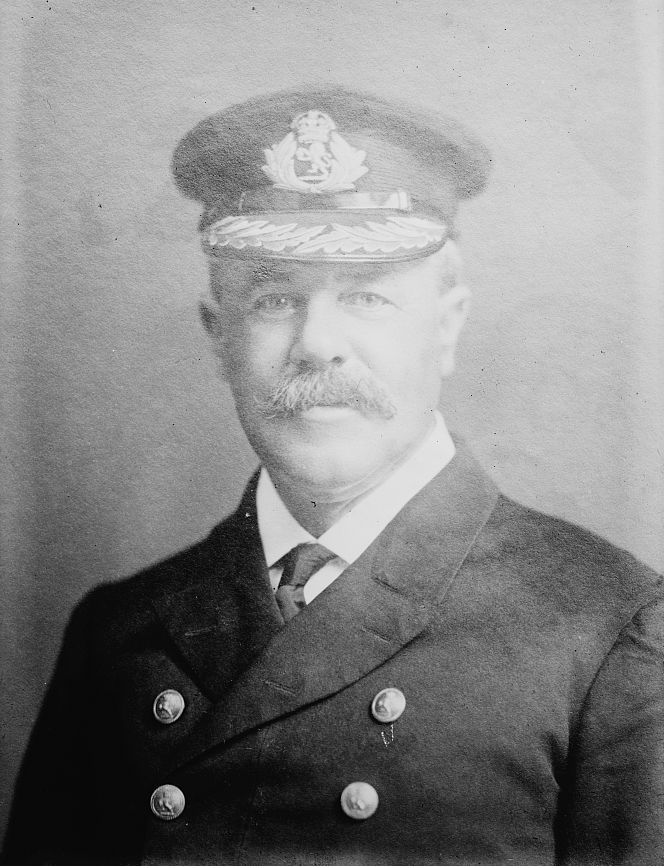
Capitão J. C. Barr em 1913
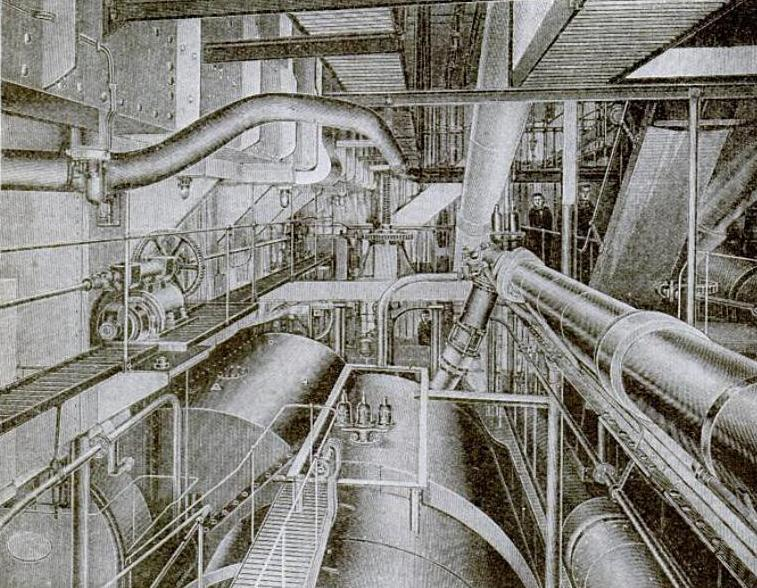
Sala de máquinas
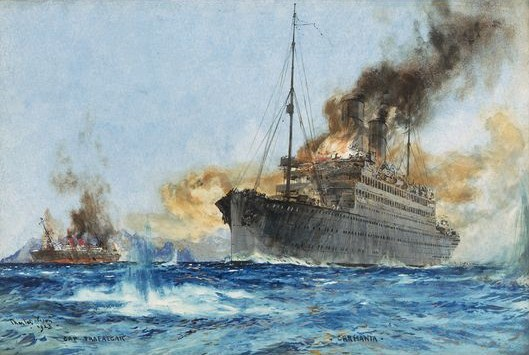
Batalha de Trindade
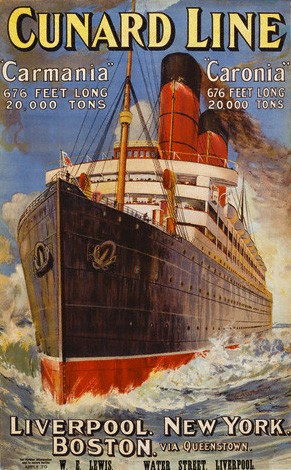
Cartão postal de 1905